# D-BOYS BE AMBITIOUS
『D-BOYS BE AMBITIOUS』（ディーボーイズ・ビー・アンビシャス）は、テレビ東京（2010年7月4日 - 12月26日）とBSジャパン（同年8月1日 - 12月29日）で放送されていたバラエティ番組。およびInterFM（同年7月5日 - 12月27日）で放送されていたラジオ番組。略称は「DBA」。
ワタナベエンターテインメントに所属する若手男性俳優集団D-BOYSの冠番組である。

## 概要
番組のテーマは「夢」。番組内で視聴者から夢を募集し、D-BOYSのメンバーが応援する。
2010年3月から順次発表された「2010年D-BOYSプロジェクト」の第3弾。初期メインパーソナリティは同プロジェクトの第1弾で結成されたスペシャルユニットのメンバー：荒木宏文・瀬戸康史・五十嵐隼士・中村優一の4名。
特色として、同一タイトル番組をテレビとラジオで連動させた放送や、ネットでのSNS「アメーバピグ」とのコラボといった、複数のメディアをまたいだ同時展開が挙げられる。
開始時はテレビ東京のみでの放送だったが、同年8月1日には第3回分からBSジャパンでも放送されることとなった。BSジャパンでも内容は同一だが一週間遅れとなっており、第0回 - 第2回分は放送されていない。

### 歴史
- 第9回（9月5日）、D-BOYSプロジェクト第4弾として一般から募集していたスペシャルユニット名が「D☆DATE」に決定。
- 第11回（9月19日）、D-BOYSプロジェクト第2弾であるスペシャルユニットオーディションにより決定した新メンバー：堀井新太が加入。

## 出演者
- D☆DATE
  - 荒木宏文
  - 瀬戸康史
  - 五十嵐隼士
  - 中村優一
  - 堀井新太

## テレビ
メイン企画「夢ロケ」では、視聴者から番組に寄せられた夢「ゆめ〜ル」をもとに、出演者がロケに行き夢のお手伝いをする。

### 主題歌
エンディングテーマ
- D-BOYS 「想い」（第0 - 17回）
- D☆DATE 「あと1cmのミライ」（第18 - 25回）

### スタッフ
- ナレーション：大江吉史（クラーク博士役）
- 構成：すずきB、上野耕一郎、若井優介
- カメラ：李承宰
- 音声：足立憲昭
- 照明：杉山幸司(#3-6)
- EEG/CG：桜井克也
- MA：堀内唯史(#0-19)、小野寺淳(#20-25)
- 美術：橋本昌和
- 音響効果：真谷昭弘
- スタイリスト：手塚陽介
- 技術協力：ヴイ・ビジョンスタジオ、AZABU PLAZA、日放(#7-25)、夢玄(#7-25)、ヴァンシャープ(#7・8)
- 美術協力：フジアール
- スタジオ：エクサインターナショナル(#7-25)
- CG：タイムライン(#7-25)
- 撮影協力：イクスピアリ（STUDIO IKSPIARI）(#0-6)、渋谷プライム(#22)
- AD：小松崎真彦、宮川貴匡、岡本健吾(#0-15・17-21・23・24)
- ディレクター：森田篤、金子明弘、陣崎行夫(#0-7)、八木幹雄(#6・8-25)、青山敏雄(#9-25)、佐藤伸一(#11)、石川智徹(#15-25)、岡本健吾(#16・25)
- 演出：澤田親宏
- AP：原奉江、古賀リュウスケ(#0-8)、
- プロデューサー：林祐輔（テレビ東京）、加藤康介（ワタナベエンターテインメント）、白根淳子
- 制作協力：アルファ・グリッド、D:COMPLEX
- 制作著作：ワタナベエンターテインメント

## ラジオ
テレビ版スタジオトーク部分の完全版。
コーナー
- ユメウタ

パーソナリティによる選曲とリスナーからのリクエストで、「夢」の応援ソングをかける。
- ゆめ〜ル

リスナーや視聴者から番組に寄せられた夢を紹介。
放送時間
第0回 - 第12回までの放送時間は月曜日深夜0:32 - 1:02だったが、第13回（10月4日放送分）からは同曜日深夜0:30 - 1:00に変更となった。

## ネット
D-BOYS広場
アメーバピグ内の代々木公園エリアに「D-BOYS広場」を設置。ファン同士の交流の場として提供。
また、テレビ番組の放送時間直前にはD-BOYSメンバーが登場。メンバーと直接交流することができる。
登場するメンバー、時間は番組公式ブログで事前告知される（主に当日午後）。
関連事項
- 2010年7月29日、課金アイテムに『D-BOYS BE AMBITIOUS』オリジナルTシャツ入荷[4]。
- 2010年9月12日、課金アイテムに「荒瀬五中」仕様の学ラン・セーラー服追加[5]。
- 2010年10月20日、ピグテレビ広場で毎週金曜日に過去の放送を配信開始[6]。
- 2010年12月19日、課金アイテムにサンタグッズ追加。

## その他
2010年
- テレビ版の第7回放送からスタジオセットが変更された。それまではラジオブース（STUDIO IKSPIARI）だったが、CG背景との合成となった。学校のグラウンドをイメージしており、五十嵐が初期メンバー4人の名字の各頭文字：荒木・瀬戸・五十嵐・中村を繋げることにより発案したスペシャルユニット名「荒瀬五中」をモチーフにしている。
- 第9回から中村が体調不良のため休演。
- 第9回から第14回までスタジオ出演者の衣装が学ランになる。

## DVD
販売・発売元：ポリドール映像販売
| タイトル                  | 発売日        | 販売形態                | 仕様             |
| ------------------------- | ------------- | ----------------------- | ---------------- |
| D-BOYS BE AMBITIOUS Vol.1 | 2011年1月1日  | 通常版（UMBC-6001/2）   | DVD2枚組         |
| D-BOYS BE AMBITIOUS Vol.1 | 2011年1月1日  | 初回限定版（UMBC-6901） | DVD2枚組＋グッズ |
| D-BOYS BE AMBITIOUS Vol.2 | 2011年2月23日 | 通常版                  | DVD2枚組         |
| D-BOYS BE AMBITIOUS Vol.2 | 2011年2月23日 | 初回限定版              | DVD2枚組＋グッズ |